# Lista de vice-prefeitos de Teresina
Esta é a lista de vice-prefeitos de Teresina durante a Quarta República Brasileira, o Regime Militar de 1964 e a Nova República.

## Relação dos vice-prefeitos
| Ordem                                          | Lista de vice-prefeitos de Teresina | Partido | Início do seu mandato | Fim do seu mandato    | Cidade onde nasceu        | Unidade federativa | Notas de rodapé       | Referências |
|                                                | José Ribamar de Castro Lima         | UDN     | 21 de abril de 1948   | 13 de junho de 1948   | Parnaíba                  | Piauí              | [ nota 1 ] [ nota 2 ] | [ 2 ]       |
|                                                | Edmundo Genuíno de Oliveira         | PTB     | 31 de janeiro de 1951 | 31 de janeiro de 1955 | Campo Maior               | Piauí              | [ nota 3 ] [ nota 4 ] | [ 3 ]       |
|                                                | Antilhon Ribeiro Soares             | PL      | 31 de janeiro de 1955 | 31 de janeiro de 1959 | São Francisco do Maranhão | Maranhão           | [ nota 5 ]            |             |
|                                                | Inácio Soares da Silva              | PL      | 31 de janeiro de 1959 | 31 de janeiro de 1963 | Aroazes                   | Piauí              |                       |             |
|                                                | Raimundo Wall Ferraz                | UDN     | 31 de janeiro de 1963 | 31 de janeiro de 1967 | Teresina                  | Piauí              |                       |             |
| Cargo extinto durante o Regime Militar de 1964 |                                     |         |                       |                       |                           |                    |                       |             |
|                                                | Deoclécio Dantas Ferreira           | PMDB    | 1º de janeiro de 1986 | 1º de janeiro de 1989 | Teresina                  | Piauí              | [ nota 6 ]            | [ 4 ]       |
|                                                | Pedro Augusto Pedreira Martins      | PMDB    | 1º de janeiro de 1989 | 1º de janeiro de 1993 | Teresina                  | Piauí              |                       | [ 5 ]       |
|                                                | Francisco Gerardo da Silva          | PSDB    | 1º de janeiro de 1993 | 22 de março de 1995   | Acaraú                    | Ceará              | [ nota 7 ]            |             |
|                                                | Antônio José de Miranda Dantas      | PSDB    | 1º de janeiro de 1997 | 1º de janeiro de 2001 | Bertolínia                | Piauí              |                       |             |
|                                                | Marcos Tavares Silva                | PMDB    | 1º de janeiro de 2001 | 1º de janeiro de 2005 | Parnaíba                  | Piauí              |                       |             |
|                                                | Elmano Férrer de Almeida            | PTB     | 1º de janeiro de 2005 | 1º de janeiro de 2009 | Lavras da Mangabeira      | Ceará              |                       |             |
|                                                | Elmano Férrer de Almeida            | PTB     | 1º de janeiro de 2009 | 31 de março de 2010   | Lavras da Mangabeira      | Ceará              | [ nota 8 ]            |             |
|                                                | Ronney Wellington Marques Lustosa   | PSD     | 1º de janeiro de 2013 | 1º de janeiro de 2017 | Teresina                  | Piauí              |                       |             |
|                                                | Luiz de Sousa Santos Júnior         | PMDB    | 1º de janeiro de 2017 | 1° de janeiro de 2021 | Teresina                  | Piauí              | [ nota 9 ]            |             |
|                                                | Robert Rios Magalhães               | PSB     | 1° de janeiro de 2021 | 1° de janeiro de 2025 | Teresina                  | Piauí              | [ nota 10 ]           | [ 6 ]       |
|                                                | Jeová Barbosa de Carvalho Alencar   | REP     | 1º de janeiro de 2025 | em exercício          | Fortaleza                 | Ceará              | -                     | [ 7 ] [ 8 ] |

Legenda
| Cor        | Significado                                                               |
| Verde      | Eleitos por votação direta ou indireta (por escolha da Câmara Municipal). |
| Azul claro | Vice-prefeitos efetivados no cargo de prefeito.                           |
| Pêssego    | Presidente da Câmara Municipal no lugar do vice-prefeito.                 |